# 赵焱森
赵焱森（1939年—），男，湖南华容人，中华人民共和国政治人物，曾任中共湖南省纪委常务副书记，湖南省人大常委会委员，中华诗词学会副会长、顾问。